# Борха Вігера
Борха Вігера (ісп. Borja Viguera, нар. 26 березня 1987, Логроньйо) — іспанський футболіст, нападник клубу «Атлетік Більбао».

## Ігрова кар'єра
Вихованець юнацьких команд футбольних клубів «Берсео» та «Реал Сосьєдад».
У дорослому футболі дебютував 2006 року виступами за другу команду «Реал Сосьєдада», що виступала в Сегунді Б, в якій провів три сезони, взявши участь у 91 матчі чемпіонату, в якому забив 25 голів. Також з 2007 року залучався до матчів основної команди, проте на поле виходив вкрай рідко. Незважаючи на це Вігера з командою виграв Сегунду у сезоні 2009/10 і на наступний сезон дебютував 28 серпня 2010 року в Ла Лізі в матчі проти «Вільяреалу» (1:0), в якому вийшов на заміну на 71-й хвилині замість Давіда Сурутуси. Всього до кінця року зіграв в елітному дивізіоні лише п'ять матчів, причому в усіх виходив на заміну, через що на початку січня був відданий в оренду в «Хімнастік» з Сегунди, де виступав до кінця року, після чого ще півроку грав у «Альбасете» з Сегунди Б.
Влітку 2012 року приєднався до складу «Алавеса», в якому відразу став основним гравцем команди і, забивши 13 голів, допоміг команді виграти Сегунду Б та після чотирирічної перерви повернутись в Сегунду. У другому дивізіоні Вігера залишався лідером команди, забивши 25 голів, завдяки чому став найкращим бомбардиром ліги, а також допоміг команді зберегти прописку в еліті.
13 червня 2014 року підписав трирічний контракт з клубом «Атлетік Більбао», який заплатив за футболіста 1 млн. євро. Відтоді встиг відіграти за клуб з Більбао 4 матчі в національному чемпіонаті.

## Статистика виступів

### Статистика клубних виступів
| Сезон                       | Команда                     | Чемпіонат                   | Чемпіонат | Чемпіонат | Національний кубок | Національний кубок | Національний кубок | Континентальні кубки | Континентальні кубки | Континентальні кубки | Інші змагання | Інші змагання | Інші змагання | Усього | Усього |
| Сезон                       | Команда                     | Ліга                        | Ігор      | Голів     | Ліга               | Ігор               | Голів              | Ліга                 | Ігор                 | Голів                | Ліга          | Ігор          | Голів         | Ігор   | Голів  |
| --------------------------- | --------------------------- | --------------------------- | --------- | --------- | ------------------ | ------------------ | ------------------ | -------------------- | -------------------- | -------------------- | ------------- | ------------- | ------------- | ------ | ------ |
| 2006-07                     | «Реал Сосьєдад Б»           | СДБ (ІІІ)                   | 38        | 10        | -                  | —                  | —                  |                      | —                    | —                    |               | —             | —             | 38     | 10     |
| 2007-08                     | «Реал Сосьєдад Б»           | СДБ (ІІІ)                   | 31        | 9         | -                  | —                  | —                  |                      | —                    | —                    |               | —             | —             | 31     | 9      |
| 2008-09                     | «Реал Сосьєдад Б»           | СДБ (ІІІ)                   | 22        | 6         | -                  | —                  | —                  |                      | —                    | —                    |               | —             | —             | 22     | 6      |
| Усього за «Реал Сосьєдад Б» | Усього за «Реал Сосьєдад Б» | Усього за «Реал Сосьєдад Б» | 91        | 25        |                    | —                  | —                  |                      | —                    | —                    |               | —             | —             | 91     | 25     |
| 2007-08                     | «Реал Сосьєдад»             | СД (ІІ)                     | 3         | 0         | КІ                 | 0                  | 0                  |                      | —                    | —                    |               | —             | —             | 3      | 0      |
| 2008-09                     | «Реал Сосьєдад»             | СД (ІІ)                     | 2         | 0         | КІ                 | 0                  | 0                  |                      | —                    | —                    |               | —             | —             | 2      | 0      |
| 2009-10                     | «Реал Сосьєдад»             | СД (ІІ)                     | 4         | 0         | КІ                 | 0                  | 0                  |                      | —                    | —                    |               | —             | —             | 4      | 0      |
| 2010-11                     | «Реал Сосьєдад»             | ПД                          | 5         | 0         | КІ                 | 2                  | 0                  |                      | —                    | —                    |               | —             | —             | 7      | 0      |
| Усього за «Реал Сосьєдад»   | Усього за «Реал Сосьєдад»   | Усього за «Реал Сосьєдад»   | 14        | 0         |                    | 2                  | 0                  |                      | —                    | —                    |               | —             | —             | 16     | 0      |
| 2010-11                     | «Хімнастік»                 | СД (ІІ)                     | 5         | 2         | КІ                 | —                  | —                  |                      | —                    | —                    |               | —             | —             | 5      | 2      |
| 2011-12                     | «Хімнастік»                 | СД (ІІ)                     | 10        | 0         | КІ                 | 1                  | 0                  |                      | —                    | —                    |               | —             | —             | 11     | 0      |
| Усього за «Хімнастік»       | Усього за «Хімнастік»       | Усього за «Хімнастік»       | 15        | 2         |                    | 1                  | 0                  |                      | —                    | —                    |               | —             | —             | 16     | 2      |
| 2011-12                     | «Альбасете»                 | СДБ (ІІІ)                   | 9+1       | 1+0       | КІ                 | —                  | —                  |                      | —                    | —                    |               | —             | —             | 10     | 1      |
| 2012-13                     | «Алавес»                    | СДБ (ІІІ)                   | 33+4      | 13+4      | КІ                 | 5                  | 3                  |                      | —                    | —                    |               | —             | —             | 42     | 20     |
| 2013-14                     | «Алавес»                    | СД (ІІ)                     | 42        | 25        | КІ                 | 2                  | 1                  |                      | —                    | —                    |               | —             | —             | 44     | 26     |
| Усього за «Алавес»          | Усього за «Алавес»          | Усього за «Алавес»          | 75+4      | 38+4      |                    | 7                  | 4                  |                      | —                    | —                    |               | —             | —             | 86     | 46     |
| 2014-15                     | «Атлетік Більбао»           | ПД                          | —         | —         | КІ                 | —                  | —                  | ЛЧ                   | —                    | —                    |               | —             | —             | —      | -      |
| Усього за кар'єру           | Усього за кар'єру           | Усього за кар'єру           | 209       | 70        |                    | 10                 | 4                  |                      | —                    | —                    |               | —             | —             | 219    | 74     |

## Титули і досягнення
- Переможець Сегунди: 2009-10
- Переможець Сегунди Б: 2012-13
- Найкращий бомбардир Сегунди: 2013-14 (25 голів)